# 15 mars 1943
Le lundi 15 mars 1943 est le 74e jour de l'année 1943.

## Naissances
- Alain Chatillon, chef d'entreprise et homme politique français
- Bernard Prévost, haut fonctionnaire français
- Brian Tiler (mort le 30 juin 1990), footballeur anglais
- Christian Bordé (mort le 30 août 2023), physicien français
- David Cronenberg, réalisateur, acteur, producteur et scénariste canadien
- Feyrouz (morte le 30 janvier 2016), actrice et chanteuse égyptienne
- Ilkka Mesikämmen (mort le 13 juillet 2025), joueur professionnel finlandais de hockey sur glace
- Ilona Graenitz (morte le 17 juillet 2022), politicienne autrichienne
- James N. Frey, écrivain américain
- Jean-Pierre Dintilhac (mort le 6 mars 2014), magistrat français
- Jean-Pol, auteur de bande dessinée belge
- Lynda La Plante, actrice britannique
- Michel Piron, personnalité politique française
- Olga Schoberová, actrice tchécoslovaque
- Pim van Lommel, cardiologue néerlandais
- Rosabeth Moss Kanter, économiste américaine
- Serdar Gökhan, acteur turc
- Sly Stone (mort le 9 juin 2025), musicien, chanteur et guitariste américain

## Décès
- Betty Nansen (née le 19 mars 1873), actrice danoise
- Gregoria de Jesús (née le 9 mai 1875), vice-présidente du Katipunan
- Jacques Storck (né le 7 septembre 1921), résistant belge de la Seconde Guerre mondiale
- Martial van Schelle (né le 6 juillet 1899), nageur, bobeur et aéronaute belge de l'entre-deux-guerres
- Paul-Jean Roquère (né le 30 août 1916), militaire et résistant français
- Rose Blanc (née le 24 septembre 1919), militante communiste et résistante française

## Événements
- Création de la 106e division d'infanterie de l'armée américaine
- Création de la Quatrième flotte américaine
- Création du Carrier Air Group SIX
- Création de la Task Force 77
- Création de l'Esporte Clube Comercial au Brésil
- Fin de la troisième bataille de Kharkov